# 林塔尔 (莱茵兰-普法尔茨州)
林塔尔是德国莱茵兰-普法尔茨州的一个市镇。总面积13.81平方公里，总人口636人，其中男性316人，女性320人（2011年12月31日），人口密度46人/平方公里。